# Pier Francesco Aiello
Pier Francesco Aiello (...) è un attore e produttore cinematografico italiano.

## Biografia
Pier Francesco Aiello comincia la sua carriera come attore, recitando tra il 1979 e il 2000 in oltre venti film, tra cui Ginger e Fred di Federico Fellini,Identificazione di una donna di Michelangelo Antonioni e Ars amandi di Walerian Borowczyk.  Ha recitato anche in alcuni film tv e miniserie per la televisione. 
Nel 1991 ha fondato la PFA Films, società di produzione e distribuzione cinematografica e televisiva e di edizione DVD dei film di cui acquisisce i diritti. È amministratore unico di questa società, con la quale ha prodotto svariati titoli.

## Filmografia

### Attore
- La vitesse du vent (film tv), regia di Patrick Jamain (1974)
- Improvviso, regia di Edith Bruck (1979)
- La felicità, mini serie TV (1981)
- Progetti di allegria, mini serie TV (1982)
- Identificazione di una donna, regia di Michelangelo Antonioni (1982)
- Io so che tu sai che io so, regia di Alberto Sordi (1982)
- Venice en hiver (film TV), regia di Jacques Doniol-Valcroze (1982)
- Ars amandi, regia di Walerian Borowczyk (1983)
- Assisi Underground, regia di Alexander Ramati (1985)
- Matrimonio con vizietto, regia di Georges Lautner (1985)
- Ginger e Fred, regia di Federico Fellini (1986)
- Sei delitti per padre Brown, mini serie TV (1988)
- Aquile, regia di Antonio Bido e Nini Salerno (1989)
- Tre colonne in cronaca, regia di Carlo Vanzina (1990)
- Ladri di cinema, regia di Piero Natoli (1994)
- Anime fiammeggianti , regia di Davide Ferrario (1994)
- Faccia di Picasso, regia di Massimo Ceccherini (2000)

### Produttore
- Barocco, regia di Claudio Sestieri (1991)
- Il giardino dei ciliegi, regia di Antonello Aglioti (1992)
- Cuore cattivo, regia di Umberto Marino (1995)
- Anime fiammeggianti, regia di Davide Ferrario (1996)
- Arance amare, regia di Michel Such (1997)
- Tonka, regia di Jean-Hugues Anglade (1997)
- La ballata dei lavavetri, regia di Peter Del Monte (1998)
- Toni, regia di Philomène Esposito (1999)
- Les ritaliens - Un'aria italiana, regia di Philomène Esposito - Film TV (2000)
- Il pugile e la ballerina, regia di Francesco Suriano (2007)
- Monochrome, regia di Francesca Staasch - cortometraggio (2008)
- Napoli Napoli Napoli, regia di Abel Ferrara (2009)
- Spaghetti Story, regia di Ciro De Caro (2013)
- Il ladro di cardellini, regia di Carlo Luglio (2019)
- Rosa pietra stella, regia di Marcello Sannino (2020)
- Mi parlano, regia di Giorgio Bruno (2021)
- Deprivation, regia di Brian Skiba (2023)
- Cuori di Sale, regia di Rosa Russo (2023)
- L'ultima Sfida, regia di Antonio Silvestre (2023)
- SHE, regia di Parsifal Reparato (2023)
- The Lemon Tree, regia di Bruno Colella (2023)
- Stabat Mater, regia di Nazareno Nicoletti (2023)
- Dadapolis23, regia di Carlo Luglio (2023)
- Senza via di Scampo, regia di Marco Serafini (2024)
- Vertigine Nera, regia di Giancarlo Soldi (2024)
- Figli Perduti, regia di Lorenzo Chierici (2024)
- L'eterna Luce del Giorno, regia di Lorenzo Giovenga e Giuliano Giacomelli (2024)